# Markus Osthoff
Markus “Jimmy” Osthoff (* 19. November 1968 in Saarbrücken) ist ein ehemaliger deutscher Fußballspieler und heutiger -Trainer. Der Mittelfeldakteur stand sechs Jahre für den MSV Duisburg unter Vertrag, und später zwei Jahre für Borussia Mönchengladbach, wo er auch in der Bundesliga aktiv war.

## Karriere
Der 1,72 Meter große Mittelfeldspieler absolvierte in den Jahren 1994 bis 2000 insgesamt 130 Spiele in der Fußball-Bundesliga für den MSV Duisburg und erzielte dabei 13 Tore. Er spielte zudem für Eintracht Trier, Borussia Mönchengladbach, Eintracht Braunschweig und den 1. FC Saarbrücken. In der 2. Fußball-Bundesliga kam Osthoff zu 68 Einsätzen, in denen er fünf Tore erzielen konnte. Nach der Spielzeit 2002/03 beendete er seine Profi-Karriere.
Markus Osthoff ist heute Lehrer an der Realschule an der Mühlenstraße. Er unterrichtet Hauswirtschaft und Sport. Er arbeitet zudem als freiberuflicher Ernährungsberater, unter anderem in einem ambulanten Rehabilitationszentrum in Gelsenkirchen.
Zur Saison 2012/13 übernahm Osthoff seinen ersten Trainerposten beim niederrheinischen Bezirksligisten SV Spellen, den er drei Jahre lang betreute. Seit 2018 ist er im Nachwuchsbereich von Rot-Weiß Oberhausen als Trainer tätig.